# Leyvonal

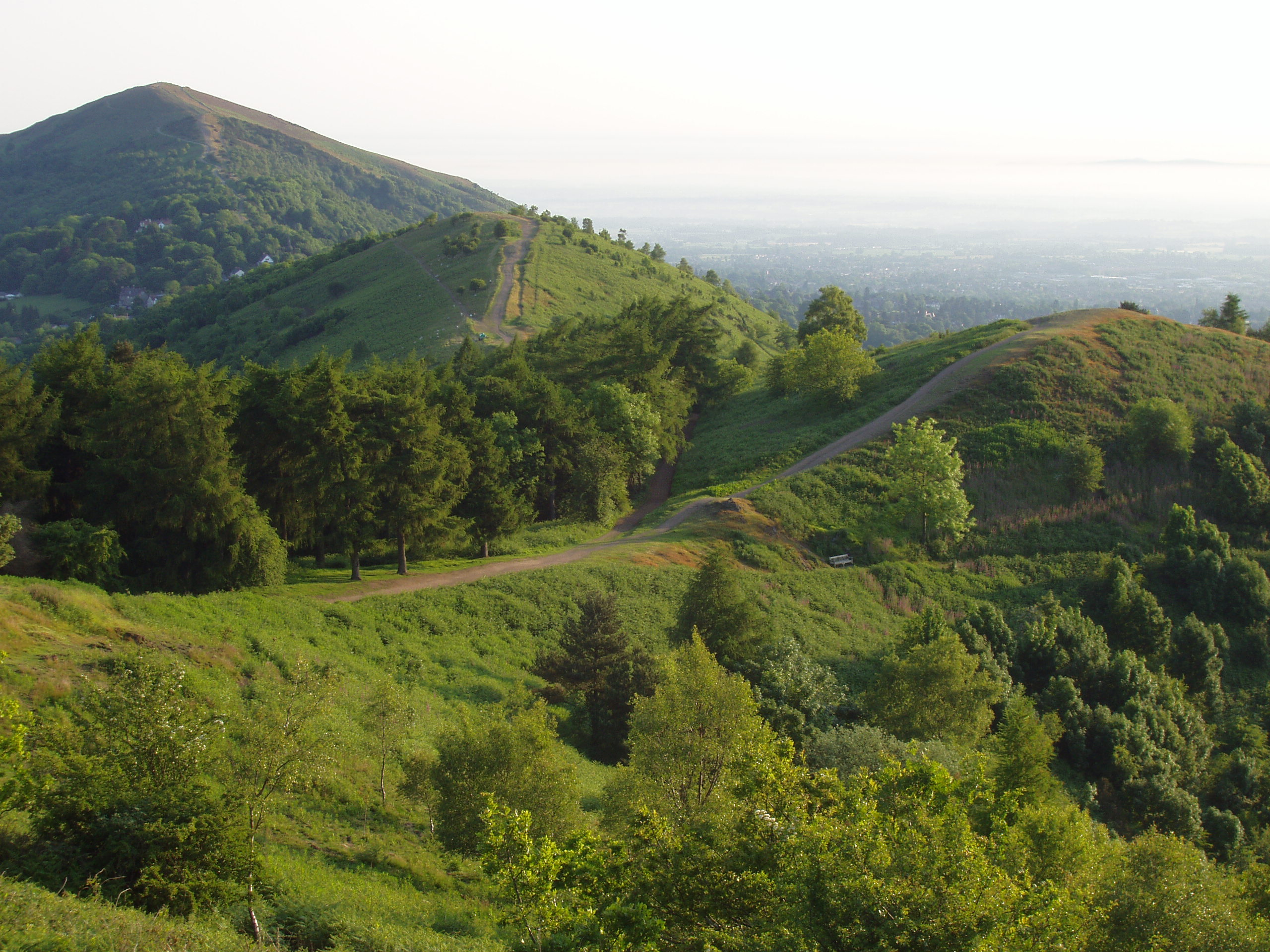
A Malvern-hegység az Egyesült Királyságban, amiről Alfred Watkins azt állította, hogy egy leyvonal halad át a gerincén

A leyvonal különböző történelmi építmények, illetve természeti képződmények között húzott egyenes vonal. A 20. század elején Európában az a vélemény alakult ki, hogy ezek a vonalak szándékos tervezés eredményei a régebbi korokból. Az 1960-as évek óta az Earth mysteries és más ezoterikus hagyományok hívei közül sokan úgy vélekednek, hogy ezek a vonalak meridiánokat jeleznek, melyekben a Föld energiája áramlik, és leszállási pályákat jeleznek a földönkívüliek számára.
Az elgondolást Alfred Watkins antikvárius népszerűsítette az 1920-as években. Erről könyvet is írt, ami The Old Straight Track címmel jelent meg. Amellett érvelt, hogy a különböző történelmi építmények között húzható egyenes vonalak a régi brit társadalmak kereskedelmi útjai. Habár szert tett egy kisebb követőtáborra, a brit régészek nem osztották véleményét, ami nagyon bosszantotta. Kritikusai rámutattak arra, hogy az egy egyenesen levő építmények különböző korokban épültek. Továbbá rámutattak arra, hogy meglehetősen előnytelen nyílegyenes kereskedelmi utakat építeni hegyen-völgyön át. Watkinstól függetlenül hasonló ötletek merültek fel a kortárs Németországban.
Watkins ötleteit az Earth Mysteries más formában újjáélesztette az 1960-as években. 1961-ben Tony Wedd előállt azzal az elméletével, hogy ezek a vonalak iránymutatásként szolgálnak földönkívüli űrhajók számára. A tágabb közönség John Michell könyveiből értesülhetett az elméletről, különösen a The View Over Atlantis című, 1969-es művéből. Michell munkáival párhuzamosan megindult a Ley Hunter magazin is, amely mellé szerveződött egy mozgalom, ami leyvonalakat keresett az Egyesült Királyságban. A leyvadászok a keresést különböző ezoterikus módszerekkel, például asztrológiával, ingával és számmisztikával támogatták. Habár általában ellenségesek voltak a régészekkel szemben, egyes leyvadászok megpróbáltak tudományos bizonyítékot keresni a földenergiára, de nem találtak. Az állandó régészeti kritika miatt a leyvadászok közössége feloszlott az 1990-es évekre, és prominens képviselőik áttértek a folklór kutatására, illetve a tájképrégészetre.
A régészek megjegyzik, hogy nincs bizonyíték arra, hogy a leyvonalak néven ismert jelenséget már a korai civilizációk is ismerték, illetve azok különböző korok építményeit kötik össze. Régészek és statisztikusok rámutattak arra, hogy elég sok véletlenszerűen elhelyezkedő pont között lesz elég sok, amelyek egy egyenesre esnek. A szkeptikusok rámutattak arra, hogy nincs tudományos bizonyíték a leyvonalakban áramló földenergiára.

## Története

### Edward Duke
Edward Duke tiszteletes vetette fel 1846-ban azt az ötletet, hogy a szent helyeket tervezetten építették egy vonalra, miután megfigyelte, hogy történelem előtti épületek és néhány középkori templom egy egyenesen vannak. Németországban 1909-ben Wilhelm Teudt vitte tovább az ötletet, aki úgy gondolta, hogy a lineáris elrendezés vallási, illetve csillagászati funkciót látott el, és az ősi germán magaskultúra régészeti bizonyítékaként tekintett rájuk. Különféle kultuszhelyekkel foglalkozva megállapította, hogy az általa szentnek tekintett helyek egyenes vonalakkal összeköthetők. Ő alapította a „Vereinigung der Freunde germanischer Vorgeschichte“ társaságot is. Habár a komoly régészeti kutatás elutasította, elmélete népszerűvé vált a náci Németországban, és máig kedvelt ezoterikus és újpogány körökben.

### Alfred Watkins

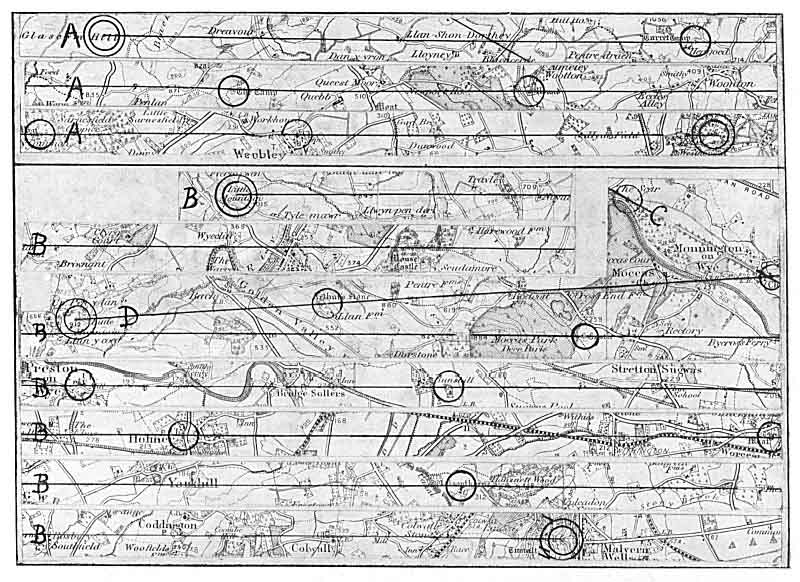
Alfred Watkins térképe két leyvonallal

A brit tájat átszelő leyvonalak, mint útvonalak ötlete Alfred Watkinsban merült fel, aki gazdag üzletember és antikvárius volt, és Herefordban lakott. Könyve szerint Blackwardine, Herefordshire hegyeiben vezetett, amikor felfigyelt arra, hogy több építmény is felsorakozik egy vonalban. Ezután elkezdett egyeneseket húzni térképein, és az az elképzelése alakult ki, hogy a szigetek régi lakói egyenes vonalak mentén utaztak, és az építmények alapján tájékozódtak.
Elképzeléseit könyveiben írta le. Első könyve 1922-ben jelent meg, Early British Trackways címmel. Elméletét az 1925-ben megjelent The Old Straight Track című könyvében részletesebben is kifejtette. Elmélete szerint az úthálózat csupa egyenesből állt, és áthaladt történelem előtti, római és középkori építményeken. Szerinte ezek kereskedelmi utak voltak. Watkins korábbi kutatásra hivatkozott: Norman Lockyer brit csillagász szerint az épületeket a nap-éj egyenlőségi napkeltéhez és napnyugtához igazíthatták. Munkája hivatkozott G. H. Piper cikkére, amit a Woolhope Naturalists' Field Clubban mutatott be 1882-ben, ami a következőt írta "Ha egyenest húzunk a Skirrid-fawr hegytől északra Arthur's Stone-ig, akkor az áthalad a következőkön: a Hatterall Hill legdélibb pontja, Oldcastle, Longtown Castle, illetve az Urishay és Snodhill kastélyok."
Watkins ezekre a vonalakra a ley szóval utalt, némi fenntartásokkal. Az óangol ley szó nyílt teret jelent, és Watkins azért kezdte használni, mivel benne volt sok olyan település nevében, melyeken áthaladtak ezek az egyenesek. Hasonlóan megfigyelte a cole és a dod szavakat a települések nevében, így az építők nevezhetők colemannek vagy dodemannek. Szerinte a Long Man of Wilmington geoglifa Sussexben egy ilyen személyt ábrázol, mérőeszközökkel.

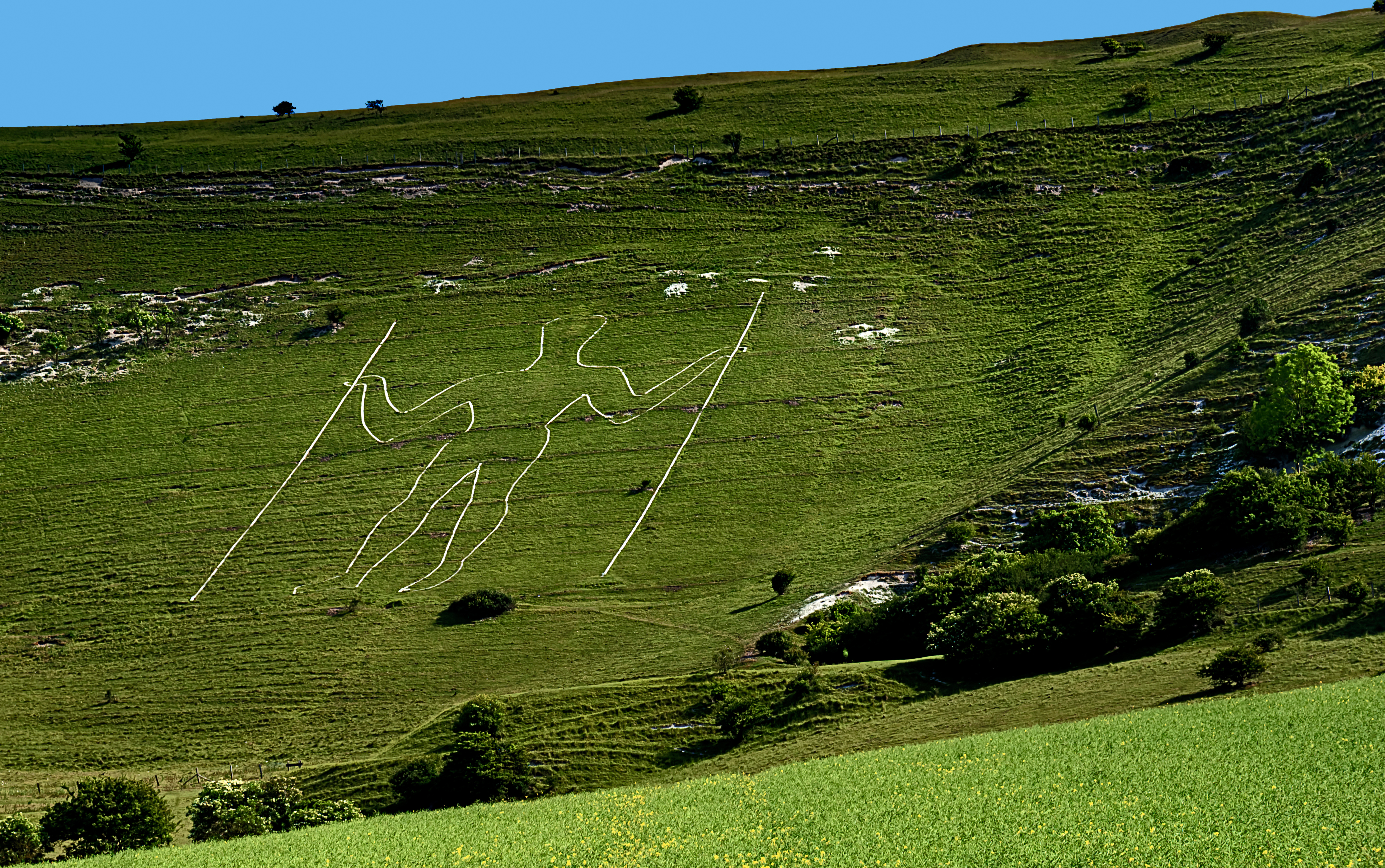
Watkins szerint a Long Man of Wilmington in Sussex egy történelem előtti "dodmant" ábrázol munkaeszközeivel

A profi és az amatőr történészek elvetették Watkins elméletét. A kritikák szerint az egyenes vonalak nem lettek volna praktikusak mivel hegyen-völgyön át haladnak; továbbá az általuk összekötött régészeti emlékek különböző korokban épültek. A régészek viszont később igazolták azt, hogy a nagyarányú erdőirtás már a történelem előtt végbement. További ellenvetés, hogy a történelem előtti idők embereinek nem voltak olyan fejlett eszközei arra, hogy ilyen nagy távolságokon át a leyvonalakhoz szükséges pontossággal egyeneseket mérjenek ki. A kulturális diffúzió a brit régészetben elfogadott elmélet, így azt az állítást sem fogadták el, hogy ez a brit szigetekre jellemző sajátos fejlődés eredménye.
1926-ban Watkins hívei megalapították a Straight Track Clubot. 1927-ben Watkins kiadta a The Ley Hunter's Manualt, hogy ezzel segítse híveit további leyvonalak felfedezésében. A klubtagok leveleket írtak az Antiquity folyóirat szerkesztőjének, O. G. S. Crawfordnak. Crawford a Crankeries című cikkekben tette közzé a leveleket, és bosszankodott azon, hogy jól képzett emberek miért hisznek olyan dolgokban, melyek beláthatóan hülyeségek. Visszautasította azt is, hogy hirdesse a The Old Straight Tracket, amivel kivívta Watkins ellenszenvét.
Watkins még egy könyvet kiadott 1932-ben Archaic Tracks Around Cambridge címmel. Watkins 1935. április 7-én meghalt, de klubja túlélte. A második világháború kitörése után (1939) a klub inaktívvá vált, és 1948-ban formálisan is feloszlott. Clive Ruggles archeoasztronómus szerint a leyvonalak az 1920-as évek után a sötétségbe fakultak. Ronald Hutton szerint az 1950-es években az ötlet elhagyatottá vált.

### Az Earth Mysteries mozgalom
Az 1940-es évektől kezdve az Egyesült Királyságban egyetemi kurzusokat tartottak a régészetet és a történelmet kedvelők számára, így az amatőrök profikká váltak. Ez azt jelentette, hogy a korábban amatőrök által uralt régészet professzionálissá vált. Az 1960-as években a leyvonalakat az ellenkultúra karolta fel, és a vonalaknak szakrális, illetve misztikus erőt tulajdonítottak. Ruggles szerint ekkoriban a leyvonalakat a hatalom vonalainak tulajdonították, melyekben spirituális energia vagy erő áramlik, amihez az ősök hozzáfértek, de a szűklátókörű huszadik század tudományos gondolkodás számára elvesztek.
Tony Wedd 1961-ben megjelentetett egy könyvet Skyways and Landmarks címmel, amiben arról írt, hogy a leyvonalak valóban léteznek, és útmutatóul szolgálnak a földönkívüli űrhajók számára. Ezt az ötletet összevetette Aimé Michel francia ufológussal, aki az "orthotenies" mellett érvelt, melyek vezérvonalak a földönkívüli űrhajók számára. Wedd szerint a földönkívüliek vagy a leyvonalakat követték, vagy mindkettő a Föld körül áramló mágneses áram folyásához igazodik.
Wedd ötleteit átvette John Michell író, aki népszerűsítette őket a nagyközönség számára 1967-ban megjelent The Flying Saucer Vision című könyvében. Ebben Michell azt népszerűsítette, hogy az ősi időkben földönkívüli űrhajósok látogatták meg a Földet, segítették az emberek fejlődését, akik istenként imádták őket. A földönkívüliek elhagyták az embereket, mivel túlzottan materialistává és technológia-központúvá váltak. Amellett érvelt, hogy a materializmus önpusztításhoz vezet, ami azonban elkerülhető lenne az ősi központok reaktiválásával, ami megkönnyítené a kapcsolatfelvételt a földönkívüliekkel.
Michell hiedelmeit 1969-ben is megjelenítette a The View Over Atlantisban, ami Hutton szerint majdhogynem a modern Earth Mysteries alapító dokumentumának tekinthető. A szerző itt a leyvonalakat a kínai orvostudományban használatos meridiánokkal (lung mei) hozta összefüggésbe. Úgy gondolta, hogy ezeket a meridiánokat az ősi kultúrák ismerték, és felhasználták a bennük folyó energiát. Mivel a lung mei kifejezés lefordítva sárkányösvényt jelent, azért újraértelmezte a brit folklórt, és a sárkányölőket gonosznak tartotta. Hutton szerint Michell heves vallásos érzületet testesített meg, és nem keresztényként a keresztény modellek által befolyásolva evangéliumi és apokaliptikus hangot ütött meg, és az jósolta, hogy hamarosan eljön a Vízöntő kora, amikor a régi tudás újra felfedezhető. Michell felhasználta az elméletéhez illeszkedő régészeti bizonyítékokat, azonban a régészeket ellenségnek tartotta, akik megtestesítik a modern materializmust, amit ő le akart rombolni.
Az 1970-es évek közepén Michell részletes esettanulmányt publikált a cornwalli West Penwith területről, annak leyvonalaival együtt. Kihívást intézett a régészekhez, hogy részletesen vizsgálják meg ötleteit, és felajánlott egy nagyobb összeget jótékonysági célra, ha sikerül őt megcáfolniuk. Hutton szerint ez volt a legrészletesebb és legfinomabb felmérő munka, amire pszeudorégész vállalkozott. Azonban Michell a neolit és a bronzkori maradványok mellett még természeti képződményeket és középkori építményeket is bevont a vizsgálatába.

#### Leyvadászat
Ufológusok egy csoportja 1962-ben megalapította a Ley Hunter's Clubot. A leyvadászok Michell publikációjának nyomán beutazták az egész országot, keresve a különböző építményeket összekötő vonalakat. Kedvelték a plébániatemplomokat, hiszen azok feltevésük szerint majdnem mindig pogány szent helyekre épültek. Az 1970-es és 1980-as években megnőtt a leyvonalakkal foglalkozó publikációk száma. Philip Heselton elindította a Ley Hunter magazint 1965-ben. A magazin szerkesztését később Paul Screeton vette át, aki megírta a Quicksilver Heritage című művet. Ebben amellett érvelt, hogy a neolit korszak idillikus társadalmat hozott létre, ami a spiritualizmusnak volt szentelve, ám ezt a fémtechnológiák tönkretették. Ez az aranykor azonban visszahozható. A Mysterious Britain egy másik kulcsfontosságú könyv leyvadászok számára, melynek szerzői Janet és Colin Bord.
A leyvadászat népszerűségéhez az is hozzájárult, hogy bármely régészeti képzés nélkül részt lehetett benne venni, és felfedezni a múlt mágikus tájképeit. A leyvadászok befogadták azokat, akik erősen érdeklődtek a múlt iránt, de úgy érezték, hogy a szűk látókörű ortodox akadémia kizárja őket. A leyvadászok ezoterikus praktikákat is bevetettek, mint az inga és számmisztika. A leyvadászok közössége bárkit befogadott, függetlenül társadalmi státustól és politikai véleménytől: képviseltette magát köztük a szélsőjobb és a szélsőbal egyaránt. A leyvadászok nem értettek egyet abban sem, hogy milyen energia áramlik a leyvonalak mentén: egyesek szerint elektromos áram folyt bennük, míg mások arra gondoltak, hogy ezek szolgáltak az energia ellenőrzésére és irányítására. Abban egyetértettek, hogy a leyvonalakat i.e. 5000 és i.e. 2600 között jelölték ki, a földművelés megkezdése és a fémművesség elterjedése között. Sok leyvadász szerint ez a neolit korszak aranykor volt, amikor az emberek harmóniában éltek a természettel.
Egyes leyvadászok meg akarták győzni a régészeket, míg mások ezt lehetetlennek tartották. Több leyvadász csatlakozott az archeocsillagászokhoz, mint Alexander Thomhoz és Euan Mackiehez, mivel vonzotta őket az a vélemény, hogy a történelem előtti civilizációkban voltak csillagász papok. Mivel Thom azt sugallta, hogy a neolit civilizációk járatosabbak voltak a matematikában és a csillagászatban, mint ahogy az korábban elfogadott volt, Thom munkássága megerősítette a leyvadászatot. Magát Thomot sikerült is valamennyire meggyőzni: 1971-ben azt állította, hogy a neolit mérnökök képesek voltak egyenes vonalat húzni két olyan pont között, melyek nem láthatók közvetlenül egymás felől.
Screetontól Paul Devereux vette át a Ley Hunter szerkesztését. Objektív bizonyítékokat keresett arra a felvetésre, hogy szokatlan energiatípusokat mértek olyan helyeken, ahol történelem előtti közösségek építkeztek. Egyike volt az 1977-ben alapított Dragon Project alapító tagjainak, melynek az volt a célja, hogy radioaktivitást mérjen és ultrahangos teszteket végezzen történelem előtti építkezések helyszínein, többek között a késő kőkori és kora bronzkori kőköröknél. A Dragon Project az 1980-as években is folytatódott. A kutatások úgy találták, hogy egyes helyszíneken magasabb, máshol alacsonyabb, míg máshol átlagos a radioaktív sugárzás szintje. Ebben nem találtak semmilyen mintázatot. Régészek nem vettek részt ebben a kutatásban, mivel a leyvadászatot áltudományosnak tartották.
A régészek nem foglalkoztak a leyvadászokkal az 1980-as évekig. 1983-ban megjelent a Ley Lines in Question című könyv, amit Tom Williamson és Liz Bellamy írt. Ebben a szerzők sorra cáfolták a leyvadászok bizonyítékait. Példaként ők is megvizsgálták a Michell által az előző évtizedben vizsgált West Penwith területet. Rávilágítottak arra, hogy a brit tájképet annyira ellepik a történelmi épületek, hogy ha közülük kettőn átmegy egy egyenes, akkor több helyen is átmegy. Azt is megmutatták, hogy egyes építményekről tévesen állították azt, hogy a neolit korban épültek, tehát közel kortársak: valójában ezek vaskori vagy középkori épületek. A könyv üzenete az, hogy az Earth Mysteries állításaival szemben a leyvonalaknak nincs tapasztalati bizonyítéka. Williamson 2000-ben visszaemlékezett a könyv fogadtatására: a régészeket nem érdekelte, a leyvadászok pedig ellenségesek voltak.

#### Szakadás
Williamson és Bellamy könyve szakadást okozott a mozgalomban. Voltak, akik továbbra is hittek abban, hogy földenergia áramlik bennük, és mivel a hit nem cáfolható bizonyítékokkal, továbbra is szilárdan kitartottak hitük mellett. A másik csoport további bizonyítékokat és érveket keresgélt az elmélet támogatására. Hutton szerint ez a mozgalomban már korábban jelenlevő miszticizmus és racionalizmus közötti szakadás volt.
1989-ben megjelent Devereux és Nigel Pennick közös könyve, a Lines on the Landscape. A miszticizmussal szakítva egy olyan bizonyítékot keresett, melyet régészek is megvizsgálhattak. Többek között arra is felhívta a figyelmet, hogy a hiedelem, miszerint az egy sorba rendeződés jelent valamit, több kultúrában is megjelenik. Javasolta ezek összehasonlítását, hátha visszavezethető az ősi Nagy-Britanniába. Hutton szerint ez volt a legjobban felépített, legjobban kikutatott, intelligensen megírt és megjelenésében is szép könyv a leyvonalakról. Devereux megígérte, hogy ezt a könyvet több, hasonló színvonalú könyv is követi majd. Devereux régészethez való közeledését jelezte, hogy 1991-ben cikke jelent meg az Antiquity magazinban. Témája a Silbury Hill, Wiltshire látóvonala volt a történelem előtti időkben.
Az 1990-es években a régészek nyitottabbá váltak a nyelv és a kogníció felé, mely témák az Earth Mysteries mozgalmat is érdekelték. Ennek példája Christopher Tilley, aki javasolta a fenomenológiát, vagy pedig saját érzékeink használatát arra, hogy úgy lássuk a tájképet, ahogy a történelem előtti idők embere.
A Ley Hunter magazin 1999-ben megszűnt. Utolsó szerkesztője, Danny Sullivan megállapította, hogy a leyvonalak ideája halott. Hutton szerint a korábban a leyvonalakra irányuló érdeklődés más célpontot talált, így az archeo-asztronómiát. Hutton azt is megjegyezte, hogy a leyvadászok körében az amatőrök képzést nyertek folklórból és mitológiából. Például Pennick rövid könyveket és pamfleteket írt néprajz témában.  Bob Trubshaw, egy másik prominens leyvadász szintén írt ebben a témában, és más szerzők hasonló tárgyú könyveit is kiadta. Jeremy Harte, a Wessex Earth Mysteries szerzője szintén írt néprajzi témájú könyveket; az egyikkel még a Folklore Society éves díját is elnyerte.

#### Ezoterikus hiedelem

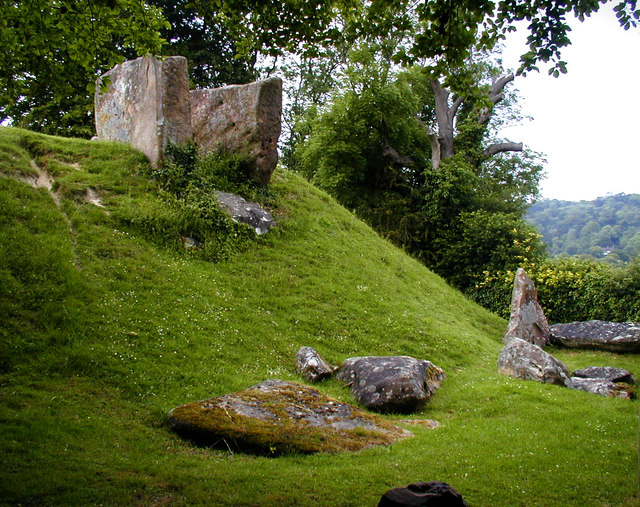
Britanniában az újpogányok gyakran hisznek abban, hogy régi építményeken leyvonalak haladnak át, például Kentben a Coldrum Long Barrow-n

A leyvonalakat Ruggles 2005-ben már a történelem egy boldogtalan szakaszának nevezte. Azonban a hit kitartott különböző ezoterikus csoportokban, és az effajta mozgalmak egyik ismertetőjelévé vált. Hutton megfigyelése szerint vallási jelleget öltve a New Age résztévé vált, és vallási jellege miatt cáfolhatatlan lett. Az 1970-es és az 1980-as években a leyvonalakról szóló hit beszivárgott az újpogány közösségekbe. Egy 2014-es tanulmány szerint például modern druidák úgy gondolták, hogy vannak a kenti Coldrum Long Barrow kora neolit területére fókuszálódó leyvonalak.
Seattle környékén a Geo Group varázsvessző-közösség meghúzta a város környezetében levő leyvonalakat. Megállapították, hogy így Seattle lett az első város, ami kiegyensúlyozza és hangolja leyvonalainak rendszerét. A Seattle Arts Commission 5000 dollárral járult hozzá a projekthez, amiért a közösség kritizálta, hogy ez a közösség pénzének pazarlása.

## Kritika

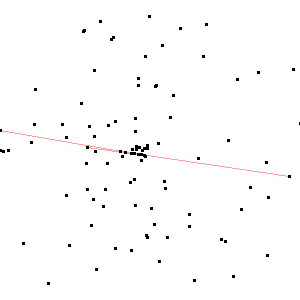
Egy nyolcpontos leyvonal a londoni pizza-éttermek között

A leyvonalakat az áltudomány egy formájának tekintik. A The Skeptic's Dictionaryban Robert Todd Carroll amerikai filozófus és szkeptikus megjegyezte, hogy cáfolták azt a hiedelmet, miszerint a leyvonalak mágneses erővonalak lennének.
Williamson és Bellamy úgy jellemezte a leyvonalakat, mint a népszerű gondolkodás történetében az elterelő gondolatok közül az egyik legnagyobb hatású. Watkins leyvonalakra vonatkozó elméletének egy kritikája szerint Nagy-Britannia és Európa annyira tele van történelmi és történelem előtti műemlékekkel, hogy az egy egyenesre esés a véletlen műve is lehet. Johnson azt állította, hogy a leyvonalak nem léteznek. Ennek bizonyítására Williamson és Bellamy művére hivatkozott, és megjegyezte, hogy akárhova húzunk be egy egyenest, az több emléken is áthalad.
David George Kendall statisztikus alakzatanalízissel vizsgálta az álló kövek által formált háromszögeket, hogy eldöntse, milyen gyakran esnek egy egyenesre. Egy háromszög alakja reprezentálható egy gömbi ponttal, és az alakzatok eloszlása gömbi pontok eloszlásaként jellemezhető. A példa eloszlást összehasonlította az elméleti eloszlással, így megmutatta, hogy az egyenesek eloszlása nem gyakoribb, mint az átlag.
Richard Atkinson régész ezt egyszer úgy demonstrálta, hogy bemutatta a telefonfülkék elhelyezkedését, és a közéjük behúzott leyvonalakat. Érvelése szerint ez megmutatja, hogy az egy egyenesre esés nem feltétlenül tudatos tervezés eredménye, hiszen a telefonfülkékről tudjuk, hogy nem tudatosan helyezték el őket leyvonalak figyelembe vételével.
John Bruno Hare 2004-ben azt írta, hogy Watkins sosem tulajdonított természetfölötti jelentőséget a leyvonalakat. Szerinte ezek kereskedelmi vagy kultikus utak voltak, a rómaiak előtti korokból, talán a neolit korból. Racionális, a tájképfotózást és a brit tájképet szerető ember volt. Ha látná, hogy mit műveltek az ő layeivel, akkor csalódott lenne.
Tájkép-fényképészettel több kilométer hosszú utakat fedeztek fel kőkori építmények közelében. Ezek valószínűleg felvonulási utak voltak az újkőkorban. Ezek létezése tudományosan bizonyított.

## A populáris kultúrában
Több fantasyszerző is felhasználja a leyvonalak ötletét. Műveikben többnyire mágikus energia áramlik bennük, ami erőforrás a mágiahasználók számára. 
- Harry Turtledove Darkness sorozata
- Robert Asprin démon sorozata
- Kim Harrisons: The hollows
- Michael Scott: The Secrets of the Immortal Nicholas Flamel
- Joseph Delaneys: Spook's
- Jim Butcher: Dresden Files
- Diana Gabaldon: Highland-Saga
- Mark Chadbourn: In Anbruch der Finsternis (Weltendämmerung sorozat)
- Terry Pratchett – Neil Gaiman: Good Omens. The Nice and Accurate Prophecies of Agnes Nutter, Witch
- Charles Stross: Laundry Files
- Robert N. Charrette Shadowrun-regénye, a Wähle deine Feinde mit Bedacht
- Yasmine Galenorn: Schwestern des Mondes
- Maggie Stiefvater: The Raven Cycle
- Cassandra Clare: Lord of Shadows

Feltűnik szerepjátékokban is, mint a Guild Wars 2 és a World of Warcraft kerettörténetében.
A leyvonalak fontosabb szerepet kapnak a Szellemirtók filmben és a A titkok könyvtára televíziós sorozatban.

## Fordítás
- Ez a szócikk részben vagy egészben  a   Ley line című angol Wikipédia-szócikk fordításán alapul.  Az eredeti cikk szerkesztőit annak laptörténete sorolja fel. Ez a jelzés csupán a megfogalmazás eredetét és a szerzői jogokat jelzi, nem szolgál a cikkben szereplő információk forrásmegjelöléseként.
- Ez a szócikk részben vagy egészben  a   Ley-Linie című német Wikipédia-szócikk fordításán alapul.  Az eredeti cikk szerkesztőit annak laptörténete sorolja fel. Ez a jelzés csupán a megfogalmazás eredetét és a szerzői jogokat jelzi, nem szolgál a cikkben szereplő információk forrásmegjelöléseként.